# Листвянка (Біляєвський район)
Листвя́нка (рос. Листвянка) — селище у складі Біляєвського району Оренбурзької області, Росія.

## Населення
Населення — 221 особа (2010; 297 у 2002).
Національний склад (станом на 2002 рік):
- казахи — 58 %
- росіяни — 31 %